# Gama'a al-Islamiyya
Gama'a al-Islamiyya (Arabisch: الجماعة الإسلامية, De Islamitische Groep), is een Egyptische islamitische beweging. Gama’a al-Islamiyya of Al-Gama'a al-Islamiyya is de grootste militante organisatie in Egypte en had in de jaren 90 van de 20e eeuw duizenden bewapende leden. De organisatie wordt gezien als terroristische organisatie door de Verenigde Staten, de Europese Unie, Israël, Rusland en Egypte en komt voor op de Europese en Amerikaanse terreurlijst. Gama’a al-Islamiyya wil of wilde de Egyptische regering omverwerpen om in Egypte een islamitische staat te stichten, gebaseerd op de Koran. Gama'a al-Islamiyya is in het Westen het meest bekend door de terroristische aanslag in Luxor, waarbij 62 mensen (voornamelijk toeristen) om het leven kwamen. Gama’a al-Islamiyya werkt ook onder de namen Gamaat Islamiya, al Jamaat al Islamiya en El Gama'a El Islamiyya. De groep bestaat nog steeds en houdt zich naar eigen zeggen nu bezig met vredesactiviteiten.

## Start van de organisatie
Gama'a al-Islamiyya komt voort uit de Moslimbroederschap. In de jaren 70 van de 20e eeuw zwoer de Moslimbroederschap het geweld af. Als reactie hierop vormden militante leden van de Moslimbroederschap de Egyptische Islamitische Jihad. Rond die tijd (circa 1973) ontstond ook Al-Gama'a al-Islamiyya. In het begin kon Al-Gama’a al-Islamiyya rekenen op steun van de regering, de regering meende dat Gama'a al-Islamiyya zich verzette tegen marxisten en nasseristen, dit waren vijanden van de Egyptische regering. De regering voorzag Gama'a al-Islamiyya daarom van wapens. Gama’a al-Islamiyya was in de beginperiode vooral populair op universiteiten, de leden waren hoofdzakelijk studenten. Om hun groep strijdvaardiger te maken, wierf de groep leden in gevangenissen waardoor de aanhang van Gama’a al-Islamiyya jonger en slechter opgeleid werd. De wervingsactiviteiten van de organisatie verplaatsten zich daarna van universiteiten naar de armere buurten in steden en op het platteland.

## Geestelijk leider Omar Abdel-Rahman
De blinde geestelijke Omar Abdel-Rahman profileerde zich als geestelijk leider van de groep. Hij gaf de groep een religieuze basis gebaseerd op een strikte uitleg van de Koran. Al snel vaardigde hij fatwa’s uit tegen de christenen in Egypte, de Kopten. Onder dreiging van Gama’a al-Islamiyya betaalden de christenen geld aan de groep, dit was toentertijd hun belangrijkste inkomstenbron.
Had de regering de organisatie eerst gesteund, in de tweede helft van de jaren 70 veranderde president Anwar Sadat zijn tactiek richting alle in het land aanwezige militante islamieten, velen belandden in de gevangenis. Geestelijk leider Abdel-Rahman ontvluchtte het land en trok naar de Arabische buurlanden, hier vond hij belangrijke financiers vooral in Saoedi-Arabië en Iran.

## Liquidatie Anwar Sadat in 1981
In 1978 tekende president Anwar Sadat de Camp Davidakkoorden, deze beslissing van Sadat maakte hem niet populair onder de moslims en de aanhang van Gama’a al-Islamiyya groeide. In 1980 keerde Abdel-Rahman terug naar Egypte en vaardigde een fatwa uit tegen Sadat. In 1981 werd Sadat vermoord door de Egyptische Islamitische Jihad, vermoed wordt dat Gama'a al-Islamiyya betrokken was bij de aanslag, Abdel-Rahman kwam in de gevangenis terecht. Een van de leiders van Gama’a al-Islamiyya, Karam Zuhdi, zei in de jaren 90 spijt te hebben van de samenzwering met de Egyptische Islamitische Jihad rond de aanslag op Sadat.

## Van losse groepen naar één organisatie
Aanvankelijk bestond Gama'a al-Islamiyya uit losse groepen die onder de paraplu van de organisatie zelfstandig opereerden. De leden waren gegroepeerd rond moskeeën maar er was geen centrale organisatie. Dit veranderde in de jaren 80 van de 20e eeuw, de groepen organiseerden zich en traden naar buiten onder één beeldmerk: een rechtopstaand zwaard, staand in een opengeslagen Koran met op de achtergrond een oranje rijzende zon. Bij dit logo hoort het volgende citaat: "Bevecht hen tot er geen beroering meer is en de rechtvaardigheid en het geloof in Allah heerst. Als ze stoppen, laat de vijandigheid dan varen en bevecht alleen nog hen die onderdrukken". Dit is een veelvuldig door Abdel-Rahman gebezigd citaat en het is inmiddels het officiële motto van Gama’a al-Islamiyya.

## Bestrijding door Moebarak
Het toenemend fanatisme van de groep wordt verklaard door de strenge aanpak van militanten door Sadats opvolger Hosni Moebarak. Zijn methoden om militanten te bestrijden was hard en wreed en omvatte valse beschuldigingen, marteling en executies. De regering en de militanten kwamen in een geweldspiraal terecht, waardoor de militanten extremer werden en zich ook meer extremisten bij de groep aansloten. Vanwege de strenge aanpak van militanten vluchtten velen naar het buitenland, onder meer naar Afghanistan. Hier vochten zij als moedjahedien aan de zijde van andere moslimextremisten, waaronder Al Qaida, tegen de Sovjettroepen.

## Terrorisme
Nadat begin 1989 de Sovjet-Unie Afghanistan had verlaten, keerden veel jihadstrijders terug naar hun land van herkomst. Terug in Egypte startten de leden van Gama'a al-Islamiyya een ware terreurcampagne tegen alle westerse invloeden in het land. Vanaf 1992 voerden ze aanslagen uit op buitenlanders, vooral toeristen. Geestelijk leider Abdel-Rahman, die inmiddels in de Verenigde Staten woonde, rechtvaardigde deze acties door te stellen dat de westerse invloed in Egypte leidde tot een lage morele standaard en aids. In de jaren 90 namen de gewelddadigheden grote vormen aan. Leden van Gama’a al-Islamiyya pleegden aanslagen op theaters, boekwinkels, hotels, musea en banken - allerlei plekken waar zij vermoedden dat intellectuelen, buitenlanders of rijken zich ophielden. Van 1992 tot 1997 kostten de aanslagen van Gama'a al-Islamiyya meer dan 1.200 mensen het leven, onder wie het hoofd van de Egyptische politie, een parlementslid en tientallen westerse toeristen. Ook veel Egyptische burgers kwamen om het leven, vooral kopten (Egyptische christenen). In 1995 beraamde Gama’a al-Islamiyya samen met de Egyptische Jihad een aanslag op de Egyptische president Hosni Moebarak, deze actie werd geleid door Mustafa Hamza, de toenmalige militaire leider van Gama’a al Islalmiyya en prominent lid van Al Qaida. De aanslag, die plaatsvond in Ethiopië, mislukte en luidde een tijd in waarin de Egyptische regering nog strenger optrad tegen leden van Gama'a al-Islamiyya en hun families. Twee jaar later, in 1997, zaten 20.000 aanhangers van militante islamitische bewegingen gevangen in Egypte.

## Overeenkomst met de regering (1997)
In juli 1997 sloot de streng islamitische advocaat Montassir al-Zayyat een overeenkomst tussen Al-Gama'a al-Islamiyya en de Egyptische regering, in deze overeenkomst zwoer de organisatie formeel geweld af. Geestelijk leider Omar Abdel-Rahman zat op dat moment in de gevangenis in de Verenigde Staten. Hij was beschuldigd van betrokkenheid bij een bomaanslag op het World Trade Center in 1993, deze aanslag met een autobom kostte zes mensen het leven en veroorzaakte meer dan duizend gewonden. Voor zijn betrokkenheid bij die aanslag werd Abdel-Rahman in de Verenigde Staten veroordeeld tot levenslange gevangenisstraf. Vanuit de gevangenis steunde Abdel-Rahman in eerste instantie de overeenkomst met de regering in 1997, maar later trok hij zijn steun weer terug. In Egypte zelf verdeelde de overeenkomst de organisatie. De in Egypte wonende leden van Al-Gama’a al-Islamiyya steunden de overeenkomst en wilden het geweld afzweren, maar de elders in ballingschap verblijvende leden van de organisatie verwierpen de overeenkomst met de regering. Deze oppositie werd geleid door de leider van de Egyptische Islamitische Jihad: Ayman al-Zawahiri, Zawahiri zag de overeenkomst als een overgave.

## Aanslag in Luxor
Zawahiri ging een alliantie aan met Mustafa Hamza en Rifai Ahmed Taha Musa, beiden net als hij ballingen in Afghanistan en belangrijke leiders binnen de militante islamitische wereld. Samen met hen wilde hij de overeenkomst tussen Al-Gama’a al-Islamiyya en de Egyptische regering saboteren door een grote terroristische aanslag te plegen. In 1997 vermoordde aanhangers van Zawahiri zeven Duitse toeristen en hun Egyptische chauffeur voor het Egyptische museum in Caïro, maar de climax kwam op 17 november 1997 met een moordaanslag in Luxor. In de ochtend van 17 november 1997 vielen zes aanhangers van Zawahiri een groep toeristen aan bij de Tempel van Hatsjepsoet in Luxor. De zes waren verkleed als veiligheidsbeambten en bewapend met machinegeweren en messen. In drie kwartier richtten ze een bloedbad aan waarbij 62 mensen om het leven kwamen, 58 toeristen en vier Egyptenaren. Onder de slachtoffers bevond zich ook een Brits kind. In totaal werden er 71 mensen gedood door de aanslag.
Door de aanslagen in Caïro en Luxor daalde het toerisme in Egypte sterk, hierdoor liep de economie grote schade op en raakten veel mensen die werkzaam waren in de toeristenindustrie hun inkomsten kwijt. De aanslag in Luxor leidde tot grote publieke verontwaardiging en afwijzing van de jihad binnen en buiten Egypte. Hier hadden de samenzweerders niet op gerekend. Ahmed Taha zei al snel dat de moordpartij niet gepland was, de groep had de toeristen alleen willen ontvoeren om ze zo schrik aan te jagen. Andere leden van Al-Gama’a al-Islamiyya ontkenden elke betrokkenheid van de organisatie bij het bloedbad, volgens geestelijk leider Omar Abdel-Rahman zat Israël achter de aanslag en Zawahiri gaf de Egyptische politie de schuld.

## Scheuring binnen de organisatie
De gewelddadige aanslag in Luxor verscheurde de organisatie: een deel wilde voortgaan op de gewelddadige weg, een ander deel zei aanslagen op burgers en toeristen te willen staken. Of het staken van gewelddadigheden werd ingegeven door spijt of door de publieke afkeuring is niet bekend. De meer gematigde vleugel die geweldloos verder wilde, kwam onder leiding van Mustafa Hamza. De onveranderd gewelddadige vleugel ging verder onder leiding van Rifai Ahmed Taha Musa. Taha Musa is nog steeds voorstander van aanslagen op burgers. In 1998 tekende hij een fatwa van Osama bin Laden, deze fatwa roept op tot een jihad tegen alle Amerikanen en Joden. In 2001 publiceerde Taha Musa een boek waarin hij stelt dat aanslagen op burgers gerechtvaardigd zijn als ze de jihad dienen. Sinds 2001 is Taha Musa ondergedoken.

## Al-Gama'a al-Islamiyya na 1997
Vanaf 1997 pleegde de groep voor zover bekend geen aanslagen meer. In 2003 zwoeren de leiders het geweld af, zij bevonden zich toen in gevangenschap in Egypte. Omdat Al-Gama'a al-Islamiyya zich rustig hield, liet Egypte in 2006 nog eens 1.200 leden vrij. De groep bestaat nog steeds en houdt zich officieel bezig met legale vredesactiviteiten. Er zijn nog enkele militante cellen actief in Egypte, Soedan, Engeland en Jemen. Deze cellen worden financieel gesteund door Al Qaida. De officiële organisatie en de militante cellen houden zich ook bezig met fondsenwerving via zogenaamde liefdadigheidsorganisaties.
Na de omwenteling van begin 2012 won de organisatie aan invloed, vooral toen Mohamed Morsi van de Moslimbroederschap president was geworden. Op 16 juni 2013 benoemde Morsi een van de politieke leiders, Adel Al-Khayat tot gouverneur van  Luxor. Met de herinnering aan het bloedbad daar van 1997 wekte deze benoeming zoveel woede en verzet, dat ze de val van president Morsi inluidde.

## Banden met Al Qaida
Hoe het sinds 1997 zit met de banden tussen Zawahiri’s Al Qaida en Al-Gama'a al-Islamiyya is niet duidelijk. Op 5 augustus 2006 verscheen een video waarin Zawahiri zegt goed nieuws te hebben: "de ridders van Al Qaida en Al-Gama’a al-Islamiyya waren samengegaan." Dit zou volgens Zawahiri het grootste verzet zijn tegen de kruisvaarders sinds de geschiedenis van de islam. De stelling van Zawahiri werd bevestigd door een aantal leiders van Al-Gama’a al-Islamiyya en weer ontkend door anderen.

## Achtergrond
- The Al-Gama'a Al-Islamiyya Cessation of Violence: An Ideological Reversal, Memri, 2006
- Al-Gama'a al-Islamiyya Center for Nonproliferation Studies, Monterey Institute of International Studies
- Artikel over militante moslims in Egypte, Salam Worldwide
- Website van Al-Gama’a al-Islamiyya
- The Rebellion Within Artikel uit de New Yorker over Al Qaida met aandacht voor Al-Gama’a al-Islamiyya